# Боровский, Александр Александрович
Алекса́ндр Алекса́ндрович Боро́вский (6 (18) июня 1875, Могилёвская губерния — 27 декабря 1938, Скопье, Югославия) — полковник Русской императорской армии, участник Первой мировой и Гражданской войн, Георгиевский кавалер. Военачальник Добровольческой армии, первопоходник, генерал-лейтенант (1918).

## Биография
Из дворян. Уроженец Могилёвской губернии, православного вероисповедания. Сын русского офицера (капитана). Воспитывался в Псковском кадетском корпусе.

### Военная служба
В военную службу вступил 01.09.1894 из кадет Псковского кадетского корпуса — в Павловское военное училище (в Санкт-Петербурге) юнкером рядового звания. С 05.08.1895 — юнкер унтер-офицерского звания, с 08.11.1895 — младший портупей-юнкер, с 05.12.1895 — старший портупей-юнкер. В мае 1896 года, в Москве, участвовал в торжествах по случаю коронации императора Николая Второго.
По окончании полного курса Павловского военного училища, 12.08.1896 произведён в подпоручики, с зачислением по армейской пехоте и с прикомандированием к Лейб-гвардии Литовскому полку (г. Варшава). 20.09.1897 переведён в Лейб-гвардии Литовский полк подпоручиком гвардии со старшинством с 12.08.1896.
20.08.1900 был командирован в Николаевскую академию Генерального штаба и, выдержав вступительный экзамен, 12.10.1900 зачислен в Академию. 06.10.1901, как не удовлетворявший требованиям для перевода из младшего класса в старший класс, был отчислен из Академии в свою часть. 15.03.1902 командирован в Академию для держания экзамена и был зачислен в старший класс. Окончив курс 2-х классов Академии по 2-му разряду, 03.11.1903 прибыл в свой полк; к Генеральному штабу причислен не был.
За выслугу лет 06.12.1900 был произведён в поручики гвардии, затем 06.12.1904 — в штабс-капитаны гвардии.
С 05.02.1905 командовал 11-й ротой Лейб-гвардии Литовского полка.
С 15.01.1907 прикомандирован к Павловскому военному училищу на должность младшего офицера. В училище прибыл 07.02.1907; был заведующим училищной хлебопекарней.
25.02.1909 переведён младшим офицером в Павловское военное училище, с исключением из списков Лейб-гвардии Литовского полка и с зачислением по гвардейской пехоте.
29.03.1909 произведён в капитаны гвардии С 02.05.1909 — командующий 3-й учебной ротой Павловского военного училища.
16.11.1909 переведён подполковником в 6-й Восточно-Сибирский стрелковый полк (урочище Новокиевское, близ Никольск-Уссурийского, Приморская область), с исключением из списков военного училища и с зачислением по армейской пехоте.
12.04.1910 прибыл в полк и назначен временно командующим 3-м батальоном. 26.04.1910 сдал батальон и назначен младшим штаб-офицером полка (6-й Восточно-Сибирский стрелковый полк 16.05.1910 был переименован в 6-й Сибирский стрелковый полк). С 02.08.1910 — командующий 4-м батальоном. В дальнейшем назначался командующим 2-м батальоном, наблюдающим за всеми полковыми командами, председателем полкового суда, временно исполняющим обязанности старшего штаб-офицера полка.
С 27.05.1911 по 01.08.1911 был на учёбе в Офицерской стрелковой школе (г. Ораниенбаум).
Был женат (в 1912 году брак расторгнут), имел сына 1906 года рождения.

#### Первая мировая война
С началом Первой мировой войны 6-й Сибирский стрелковый полк в составе 2-й Сибирской стрелковой дивизии и всего 1-го Сибирского армейского корпуса по железным дорогам перебрасывается на европейский театр военных действий, под Варшаву. Подполковник Боровский был назначен временно командующим, с 25.11.1914 — командующим, 6-м Сибирским стрелковым полком (в действующей армии — с 28.09.1914). В декабре 1914 года временно командовал 1-й бригадой своей дивизии.
03.06.1915 за отличие в делах против неприятеля Боровский А. А. был произведён в полковники.
25.02.1916 назначен командиром 8-го Сибирского стрелкового полка той же 2-й Сибирской стрелковой дивизии.
31.05.1917 — произведён в генерал-майоры
16.09.1917 — назначен бригадным командиром 2-й Сибирской стрелковой дивизии.
Был трижды ранен.

#### Гражданская война в России
В ноябре 1917 года Боровский А. А. одним из первых вступил в Добровольческую армию. В Ростове-на-Дону из учащейся молодёжи сформировал и возглавил Студенческий батальон.
Декабрь 1917 — выступил в Первый Кубанский поход во главе сформированного им Студенческого батальона, переименованного в январе 1918 года в Ростовский добровольческий полк.
С 12 февраля 1918 — командир Юнкерского батальона.
17 марта 1918 — принял командование Сводным офицерским полком.
С июня 1918 года, во Втором Кубанском походе, — командующий 2-й дивизией в составе Корниловского ударного и Партизанского пешего казачьего полков, Кубанского пластунского батальона (или, как его ещё называли, «Улагаевского»), 4-го Сводного Кубанского казачьего полка, 2-й отдельной лёгкой батареи (3 орудия) и 2-й инженерной роты. В июне 1918 сыграл решающую роль в боях за узловую станцию Тихорецкую, в июле 1918 — взял Армавир.
С 15 ноября 1918 — начальник 2-го армейского корпуса, развёрнутого из 2-й дивизии. 12 (25) ноября 1918 года произведён в генерал-лейтенанты.
С декабря 1918 — в составе Крымско-Азовского Добровольческого корпуса, с января 1919 — начальник корпуса.
С 10 января 1919 — командующий Крымско-Азовской Добровольческой армией ВСЮР (13-я, 34-я, 4-я и 5-я пехотные дивизии).
В Севастополе 12 марта 1919 года он провёл встречу с Верховным комиссаром Франции на Юге России генералом Л. Франше д’Эспере. Тот обещал усилить Доброармию греческим контингентом и потребовал от неё более активных действий в Северной Таврии. Участие французских частей на фронте не обещалось. Весь французский контингент (до 20000 с моряками эскадры) находился в Севастополе.

В апреле 1919 года Крымско-Азовская армия Боровского отступила с Северной Таврии на Перекопский перешеек, была выбита с него частями Украинской советской армии, отошла на Ак-Монайские позиции, где, при сильной артиллерийской поддержке эскадры кораблей Антанты, остановила «красных», захвативших почти весь Крым. В апреле 1919 штаб Боровского был расформирован.
Сменивший генерала Боде генерал Боровский, имевший неоценимые боевые заслуги в двух Кубанских походах, выдающийся полевой генерал, не сумел справиться с трудным военно-политическим положением (А. И. Деникин).

22 июля (8 августа н. ст.) 1919 генерал-лейтенант Боровский был назначен командующим войсками Закаспийской области (Туркестанской армией), но прибыть к месту службы и вступить в должность не успел, — был оставлен в резерве командующего Добровольческой армией; 29 октября 1919 — уволен от службы. 
В вагоне генерала Деникина встретил я начальника 2-й пехотной дивизии генерала Боровского. Последний имел в армии репутацию большой личной храбрости, но сильно запивал. По общим отзывам это последнее и послужило причиной оставления Ставрополя нашими войсками. В армии говорили, что генерал Боровский «пропил Ставрополь».
В апреле 1920 года Боровский, вместе с генералами В. Л. Покровским и В. И. Постовским, был выслан Главнокомандующим ВСЮР генералом Врангелем из Крыма «за интриги» (по другой версии — будучи уволенным от службы, после назначения Врангеля Главкомом ВСЮР эмигрировал из Крыма вслед за Деникиным).

### В эмиграции
В эмиграции проживал в городе Скопье (Королевство сербов, хорватов и словенцев), где и скончался 27 декабря 1938 года.

## Награды
- Медаль «В память коронации Императора Николая II» (26.05.1896)
  - Знак Холмского православного Свято-Богородицкого братства 3-й степени (09.06.1897)
- Орден Святого Станислава 3-й степени (ВП от 30.01.1907)
- Орден Святой Анны 3-й степени (06.12.1911; ВП от 19.02.1912)
- Медаль «В память 100-летия Отечественной войны 1812 года» (1912; 05.03.1913)
- «В память 300-летия царствования Дома Романовых» (21.02.1913)
- Орден Святого Георгия 4-й степени (09.01.1915[19]; утв. ВП от 06.04.1915), — …за то, что, временно командуя названным полком, в бою близ п. Пабияниц в ночь на 20-е ноября 1914 года, увлекая личным примером вверенную ему колонну, несмотря на большия потери, овладел важным пунктом позиции, который был захвачен противником, и, удержав его в своих руках, содействовал успеху в этом бою.[20]
- Орден Святого Станислава 2-й степени с мечами (12.12.1914; утв. ВП от 19.04.1915)
- Орден Святого Владимира 4-й степени с мечами и бантом (ВП от 15.07.1915)
- Орден Святого Владимира 3-й степени с мечами (ВП от 25.12.1915)
- Орден Святой Анны 2-й степени с мечами (утв. ВП от 25.09.1916)
- Георгиевское оружие (???)[21]
- Знак 1-го Кубанского (Ледяного) похода (1918)